# قیچی کردن (جانور)

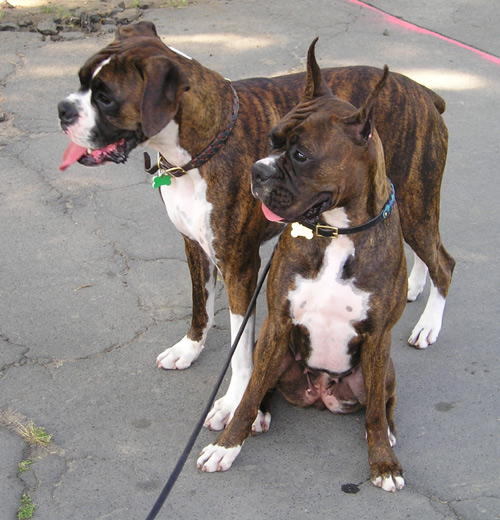
دو باکسر که وضعیت گوش‌های طبیعی و بریده را نشان می‌دهند

قیچی کردن (به انگلیسی: Cropping)، برداشتن بخشی یا تمام نرمه بیرونی گوش جانور است. این روش گاهی شامل پرانتزی و چسباندن بقیه گوش‌ها برای تربیت سریع آنها است. این عمل تقریباً به‌طور انحصاری روی سگ‌ها انجام می‌شود و یک عمل قدیمی است که زمانی به دلایل بهداشتی، عملی یا زیبایی انجام می‌شد. علم دامپزشکی بیان می‌کند که هیچ مزیت پزشکی یا فیزیکی از این روش برای جانور وجود ندارد، که سبب نگرانی‌هایی در بارهٔ حیوان‌آزاری برای انجام عمل جراحی غیرضروری روی جانوران می‌شود. در دوران مدرن، قیچی کردن در بسیاری از کشورها ممنوع است، اما هنوز در تعداد محدودی از کشورها قانونی است. در جاهایی که مجاز است، تنها در نژادهای خاصی از سگ‌ها مانند پیت بول، دوبرمن پینچر، اشناوزر، گریت دین، باکسر و کانه کورسو دیده می‌شود.